# Anopheles hughi
Anopheles hughi is een muggensoort uit de familie van de steekmuggen (Culicidae). De wetenschappelijke naam van de soort is voor het eerst geldig gepubliceerd in 1982 door Lambert & Coetzee.